# Fabinho (football, 1985)
Pour les articles homonymes, voir Fabinho.
Fábio Alves Macedo dit Fabinho est un footballeur brésilien né le 16 mars 1985 à Ariquemes dans l'Etat du Rondônia. Il évolue au poste d'arrière gauche.

## Biographie
Fabinho commence sa carrière professionnelle au Brésil. En 2011, il s'exile en Australie. En 2013, il rejoint le championnat nord-américain de MLS en s'engageant avec l'Union de Philadelphie.

## Palmarès
Vierge